# Paris chante toujours
Pour plus de détails, voir Fiche technique et Distribution.
Paris chante toujours est un film français réalisé par Pierre Montazel, sorti en 1952.

## Synopsis
Au début des années 1950, un vénérable comédien, Clodomir, décrète par testament que sa fortune ira à celui qui recueillera le plus rapidement possible un maximum de signatures de chanteurs célèbres. Après son décès, Gisèle et Gilbert se lancent dans la course à l’autographe. 

## Fiche technique
- Titre : Paris chante toujours
- Réalisation : Pierre Montazel
- Scénario : Roger Féral, Jacques Chabannes d’après une histoire originale de Clément Duhour
- Dialogues : Roger Féral, Jacques Chabannes
- Musique : Raymond Legrand
- Photographie : Armand Thirard
- Cadrage : Louis Née
- Son : Jean Bertrand
- Montage : Paulette Robert
- Maquillages : Joseph Mejinsky
- Assistants réalisateur : Claude Sautet, Jean-Paul Sassy
- Scripte : Francine Corteggiani
- Photographe de plateau : Francis Lamy
- Pays d’origine :  France
- Langue : français
- Année de tournage : 1951
- Producteur : Clément Duhour
- Société de production : CLM (Société de Production de Films de Long et Court-Métrage, France)
- Distributeurs : Cocinor (distributeur d'origine), René Chateau Vidéo
- Format : noir et blanc — 35 mm — 1.37:1 — son monophonique
- Genre : comédie, film musical
- Durée : 102 minutes
- Date de sortie : France, 25 janvier 1952
- Affiches : Fernand François (France)

## Distribution
- Lucien Baroux : Clodomir
- Clément Duhour : Gilbert
- Madeleine Lebeau : Gisèle
- Charles Camus : le président des vieux comédiens
- Christine Carère : la partenaire de Tino
- Christine Chesnay : la femme blonde
- Arthur Devère : le commissaire
- Denis d'Inès : le maître d'hôtel
- Maryse Martin : la concierge
- Frédéric O'Brady : le concierge
- Jean Ozenne : le partenaire de Line Renaud
- Van Doude : le projectionniste
- Jacques Ary : un policier au commissariat
- Mario David : l'haltérophile à Pigalle
- Albert Michel : le policier
- Geneviève Morel

Dans leur propre rôle
- Raymond Souplex
- Georges Ulmer
- Georges Guétary
- Yves Montand
- Édith Piaf
- Line Renaud
- Tino Rossi
- Jean Sablon
- Luis Mariano
- André Dassary
- Les Compagnons de la chanson
- Jacques Angelvin
- Jacqueline Joubert
- Perrette Souplex
- Jean Clarieux
- Janine Marsay (connue comme mannequin sous le nom de « Praline »)[1]

## Les chansons du film (dans l'ordre)
- André Dassary ; Place de l’Opéra ; « Il n’y a qu’un Paris »
- Yves Montand ; Quai de la Seine, Pont-neuf ; « À Paris »
- Luis Mariano ; Champ-de-Mars, tour Eiffel ; « Merci Paris »
- Line Renaud ; Rue de la paix  (boutique Roger & Gallet) ; « Sans savoir ni pourquoi ni comment »
- Georges Ulmer ; Place Pigalle ; « Pigalle »
- Tino Rossi ; Place du Tertre, Sacré-Cœur ; « Sérénade sur Paris »
- Fred Mella ; Square de la tour Saint-Jacques ; « Le Prisonnier de la tour »
- Georges Guétary ; Studios ORTF (rue Cognac-Jay) ; « Journée de Paris »
- Jean Sablon ; Chez Maxim’s,  rue Royale ; « Le Fiacre »
- Édith Piaf ; Parvis de Notre-Dame ; « Hymne à l’amour »
  - Fred Mella est accompagné des autres Compagnons de la chanson (mais ceux-ci sont peu visibles)
  - Jean Sablon fredonne d’abord, chez Maxim’s, un couplet de  « Paris, tu n’as pas changé »,  puis il en sort pour monter en fiacre.
- Ray Ventura fait une brève apparition,  mais ne chante pas.